# عمارة استقلابية

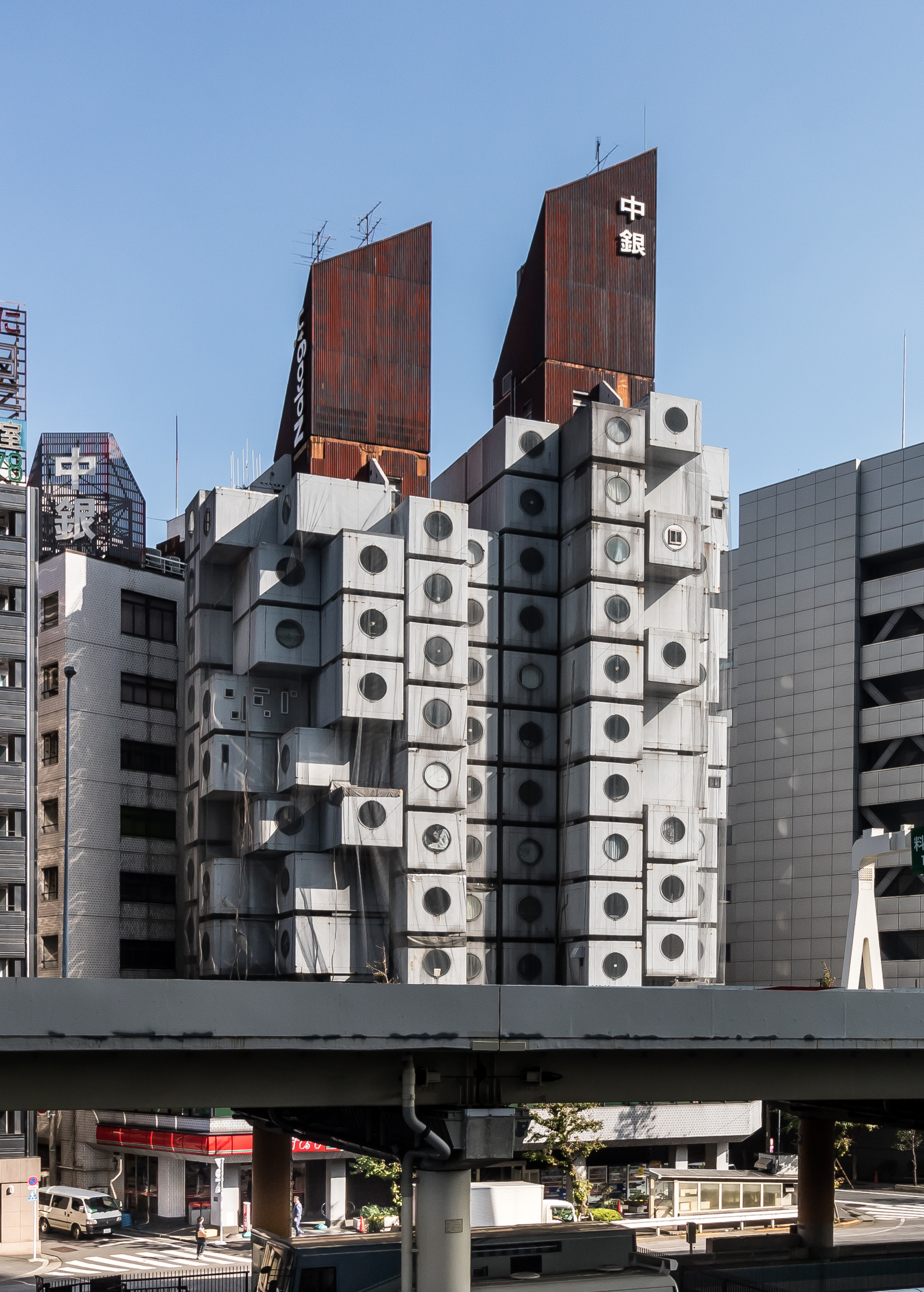
برج كبسولة ناكاغن في طوكيو من تصميم المعماريّ اليابانيّ كيشو كوروكاوا (1972). يتألف الهيكل الرئيسي من برجين يرافقهما عناصر ثانوية على شكل كبسولات.

الاستقلابية (باليابانية: 新陳代謝) هي حركة معمارية يابانية نشأت بعد الحرب، دمجت الأفكار حول عمارة الهياكل العملاقة مع أفكار النمو البيولوجي العضوي. ظهرت لأول مرة خلال اجتماع المؤتمر الدولي للعمارة الحديثة (سيام) عام 1959 واُختبرت أفكارها مبدئيًا من قبل طلاب استوديو كنزو تانغه في معهد ماساتشوستس للتكنولوجيا.
أثناء التحضير لمؤتمر توكيو للتصميم العالمي عام 1960، أعدّت مجموعة من المعماريين والمصممين الشباب، ضمنهم فوميهيكو ماكي وكيشو كوروكاوا وكيونوري كيكوتاكي، نشر بيان العمارة الاستقلابية. تأثرت المجموعة بتشكيلة واسعة من المصادر بما في ذلك النظريات الماركسية والعمليات البيولوجية. كان بيانهم عبارة عن سلسلة من أربعة مقالات بعنوان: مدينة المحيط، ومدينة الفضاء، ونحو تكوين جمعي، والمادة والإنسان، وتضمن أيضًا تصميمات لمدن شاسعة تطفو على المحيطات وأبراج كبسولات قابلة للتوصيل التي يمكن أن تُدرج النمو العضوي. على الرغم من أن مؤتمر التصميم العالمي سلط الضوء على الاستقلابيين دوليًا، إلا أن أفكارهم ظلت نظرية إلى حد كبير.
بُنيت بعض المباني الفردية الصغيرة التي استخدمت مبادئ العمارة الاستقلابية، ضمنها مركز ياماناشي تانغه للصحافة والبث وبرج ناكاجين الكبسولة لكوروكاوا. أكبر تركيز لعملهم وُجد في المعرض العالمي لعام 1970 في أوساكا حيث كان تانغه مسؤولًا عن المخطط الرئيسي للموقع بأكمله بينما صمم كل من كيكوتاكي وكوروكاوا جناحات. بعد أزمة النفط عام 1973، حوّل الاستقلابيون انتباههم بعيدًا عن اليابان ونحو أفريقيا والشرق الأوسط.

## أصول الحركة
تأسس المؤتمر الدولي للعمارة الحديثة (سيام) في سويسرا عام 1928 كرابطة للمعماريين الذين أرادوا دفع الحداثة إلى إطار دولي. خلال أوائل الثلاثينيات من القرن الماضي، روجوا لفكرة (استنادًا إلى الأنماط الحضرية الجديدة في الولايات المتحدة) أن التنمية الحضرية يجب أن تسترشد بالفئات الوظيفية الأربع لسيام: المسكن، والعمل، والنقل، والاستجمام. بحلول منتصف الثلاثينيات من القرن الماضي، قولب لو كوربوزييه ومعماريون آخرون سيام في حزب سياسي زائف بهدف الترويج لعمارة حداثية للجميع. اكتسب هذا الاتجاه بعض الجاذبية في فترة ما بعد الحرب مباشرة عندما بدأ لو كوربوزييه وزملاؤه في تصميم المباني في شانديغار. وبحلول أوائل الخمسينيات من القرن الماضي، كان هناك شعور بأن سيام تفقد إطارها الطليعي الرائد، لذلك في عام 1954 شُكلت مجموعة من الأعضاء الأصغر سنًا تسمى «فريق 10». شمل معماريو الدائرة الداخلية الهولنديين ياكوب باكيما وألدو فان إيك، والإيطالي جيانكارلو دي كارلو، واليوناني جورج كانديس، والمعماريين البريطانيين بيتر وأليسون سميثسون، والأمريكي شادراك وودز. قدّم معماريو فريق 10 مفاهيم مثل «الارتباط البشري» و«العنقودية» و«التنقل»، إذ شجع باكيما على الجمع بين العمارة والتخطيط في التصميم الحضري. كان هذا رفضًا لأسلوب سيام الأقدم ذي الوظائف الأربع الميكانيكية وأدى في النهاية إلى تفكك سيام ونهايتها.
دعي كنزو تانغه إلى اجتماع جمعية سيام الـ59 في أوتيرلو بهولندا. قدّم تانغه فيما كان سيكون آخر اجتماع لسيام مشروعين نظريين للمعماري كيونوري كيكوتاكي: مدينة على شكل برج ومنزل كيكوتاكي الخاص، المسمى منزل السماء. كشف هذا العرض عن الحركة الاستقلابية الوليدة لجمهورها الدولي الأول. استكشفت الاستقلابية مفاهيم جديدة في التصميم الحضري مثل مفاهيم «الارتباط الإنساني» لفريق 10.

## بيان الحركة الاستقلابية
نُشر بيان مجموعة الحركة الاستقلابية: مقترحات العمران الجديد في مؤتمر التصميم العالمي.  طُبعت ألفي نسخة من الكتاب المكون من 90 صفحة وبيعت مقابل 500 ين عن طريق كوروكاوا وأوازو عند مدخل المعرض. افتتح البيان بالمقدمة التالية:
اسم المجموعة هو الاستقلاب، وفيها يقترح كل عضو تصميمات أخرى لعالمنا القادم من خلال تصميماته ورسومه التوضيحية. نحن نعتبر المجتمع البشري عملية حيوية – تطور مستمر من الذرة إلى السديم. السبب وراء استخدامنا لهذه الكلمة البيولوجية، أي الاستقلاب، هو أننا نعتقد أن التصميم والتكنولوجيا يجب أن يكونا دلالة على المجتمع البشري. لن نقبل الاستقلاب كعملية طبيعية، إنما سنحاول تشجيع التطور الاستقلابي الفعّال لمجتمعنا من خلال مقترحاتنا.
تضمن المنشور مشاريع من قبل كل عضو ولكن خُصص ثلث العمل لكيكوتاكي الذي ساهم بمقالات ورسوم توضيحية عن «مدينة المحيط». ساهم كوروكاوا بـ «مدينة الفضاء»، وساهم كوازو بـ «المادة والإنسان» وكتب أوتاكا وماكي «نحو التكوين الجمعي». صمم أوازو الكتيب، وحررت زوجة كوازو قام ياسوكو التنسيق.
عرضت بعض المشاريع المدرجة في البيان في وقت لاحق في معرض متحف الفن الحديث لعام 1960 بعنوان العمارة البصرية وبرزت أعمال المعماريين اليابانيين لجمهور دولي أوسع بكثير.
خلافًا لهيكلية العضوية الأكثر صرامة في فريق 10، رأى الاستقلابيين أن حركتهم لها شكل عضوي مع حرية الأعضاء في القدوم والذهاب، على الرغم من أن المجموعة ملتحمة إلا أنهم يرون أنفسهم كأفراد وعكست هندستهم ذلك. كان هذا دقيقًا بشكل خاص بالنسبة لتانجي الذي ظل مُوجهًا للمجموعة بدلاً من كونه عضوًا «رسميًا».

## العمارة الاستقلابية في السياق
تطورت العمارة الاستقلابية خلال فترة ما بعد الحرب في اليابان التي شككت في هويتها الثقافية. في البداية، اختارت المجموعة اسم مدرسة الرماد المحروق لتعكس الحالة المدمرة للمدن اليابانية المحترقة والفرصة التي قدمتها لإعادة البناء الجذري. ارتبطت أفكار الفيزياء النووية والنمو البيولوجي بالمفاهيم البوذية للتجديد. على الرغم من أن الاستقلابية رفضت المراجع المرئية من الماضي، إلا أنها تبنت مفاهيم التصنيع المسبق والتجديد من العمارة اليابانية التقليدية، وخاصة دورة العشرين عامًا لإعادة بناء ضريح إيسه (التي دعي إليها تانج وكوازو في عام 1953). رأى الاستقلابيون أن الصخور المقدسة التي بُني عليها الضريح ترمز إلى الروح اليابانية التي سبقت الطموحات الإمبراطورية والتأثيرات الحداثية من الغرب.

## في السنوات اللاحقة
بعد معرض 1970، قام تانجي والاستقلابيون بتوجيه انتباههم بعيدًا عن اليابان نحو الشرق الأوسط وإفريقيا. كانت هذه البلدان تتوسع على خلفية الدخل من النفط وكانت مفتونة بالثقافة اليابانية والخبرة التي جلبتها الاستقلابية إلى التخطيط الحضري. استفاد تانجي وكوروكاوا من غالبية العمولات، لكن كيكوتاكي وماكي شاركوا أيضًا.
تضمنت مشاريع تانجي استادًا ومركزًا رياضيًا في الرياض لـ 57,000 مقعدًا في الرياض للملك فيصل، ومدينة رياضية للكويت للألعاب العربية المخطط لها عام 1974. ومع ذلك، أُجّل كلاهما بسبب اندلاع الحرب العربية الإسرائيلية الرابعة في عام 1973. وبالمثل، أُلغيت خطة إنشاء مركز مدينة جديد في طهران بعد ثورة 1979. إلا أنه أكمل السفارة الكويتية في طوكيو في عام 1970، ومطار الكويت الدولي.
تضمنت أعمال كوروكاوا فوزًا بمسابقة لمسرح أبو ظبي الوطني (1977)، وتصميمات أبراج الكبسولات لفندق في بغداد (1975)، ومدينة في الصحراء في ليبيا (1979-1984).